# Шадрин, Иван Демидович
Иван Демидович Шадрин (17 июня 1913, Плотниково, Томская губерния — 21 октября 1985, Кировский, Талды-Курганская область) — стрелок 4-й роты 2-го батальона 1075-го стрелкового полка 316-й стрелковой дивизии 16-й армии Западного фронта, Герой Советского Союза. Награждён орденом Ленина.

## Биография
Иван Шадрин родился 17 июня 1913 года в селе Плотниково (современный Каменский район Алтайского края) в крестьянской семье. Русский.
Работал в колхозе, а с 1938 года на сахарном заводе в посёлке Кировский (современная Алматинская область Казахстана). В июле 1941 года был призван Иссык-Кульский РВК Киргизской ССР в Красную Армию и отправлен на фронт.
16 ноября 1941 года у разъезда Дубосеково Волоколамского района Московской области в составе группы истребителей танков участвовал в отражении многочисленных атак противника, было уничтожено 18 вражеских танков. Это сражение вошло в историю, как подвиг 28 панфиловцев. В том бою был тяжело ранен и в бессознательном состоянии попал в плен, однако считался погибшим.
Указом Президиума Верховного Совета СССР «О присвоении звания Героя Советского Союза начальствующему и рядовому составу Красной Армии» от 21 июля 1942 года за «образцовое выполнение боевых заданий командования на фронте борьбы с немецкими захватчиками и проявленные при этом отвагу и геройство» удостоен звания Героя Советского Союза.
Согласно донесению в Отдел по персональному учёту потерь сержантов и солдат Советской Армии МО СССР из Кировского РВК Алма-Атинской области Казахской ССР (исх. № 581 от 4 мая 1960), «… и 16 ноября 1941 года попал в плен, где находился до 1945 года и считался погибшим. В 1945 году был освобожден американскими войсками. В 1947 году в городе Москве были вручены документы Героя Советского Союза».
С 1958 года жил в Казахстане в посёлке Кировский, Коксуского района Алматинской области.
В 1985 году был награждён орденом Отечественной войны 1-й степени.
Скончался 21 октября 1985 года.

## Награды
- Герой Советского Союза (21 июля 1942) — за образцовое выполнение боевых заданий Командования на фронте борьбы с немецкими захватчиками и проявленные при этом отвагу и геройство
- Орден Ленина (21 июля 1942) — за образцовое выполнение боевых заданий Командования на фронте борьбы с немецкими захватчиками и проявленные при этом отвагу и геройство
- Орден Отечественной войны I степени
- Медаль «За оборону Москвы»
- Медаль «За победу над Германией»

## Память
- В 1966 году в Москве в честь панфиловцев была названа улица в районе Северное Тушино, где установлен монумент. В их честь в 1975 году также был сооружен мемориал в Дубосеково.
- В деревне Нелидово (1,5 км от разъезда Дубосеково), установлен памятник и открыт Музей героев-панфиловцев.
- В городе Алматы, родном для панфиловцев, есть парк имени 28 гвардейцев-панфиловцев, в котором расположен монумент в их честь.
- Упоминание о 28 «самых храбрых сынах» Москвы вошло также в песню «Дорогая моя столица», ныне являющуюся гимном Москвы.

«Мемориал Героям Панфиловцам» у разъезда Дубосеково.
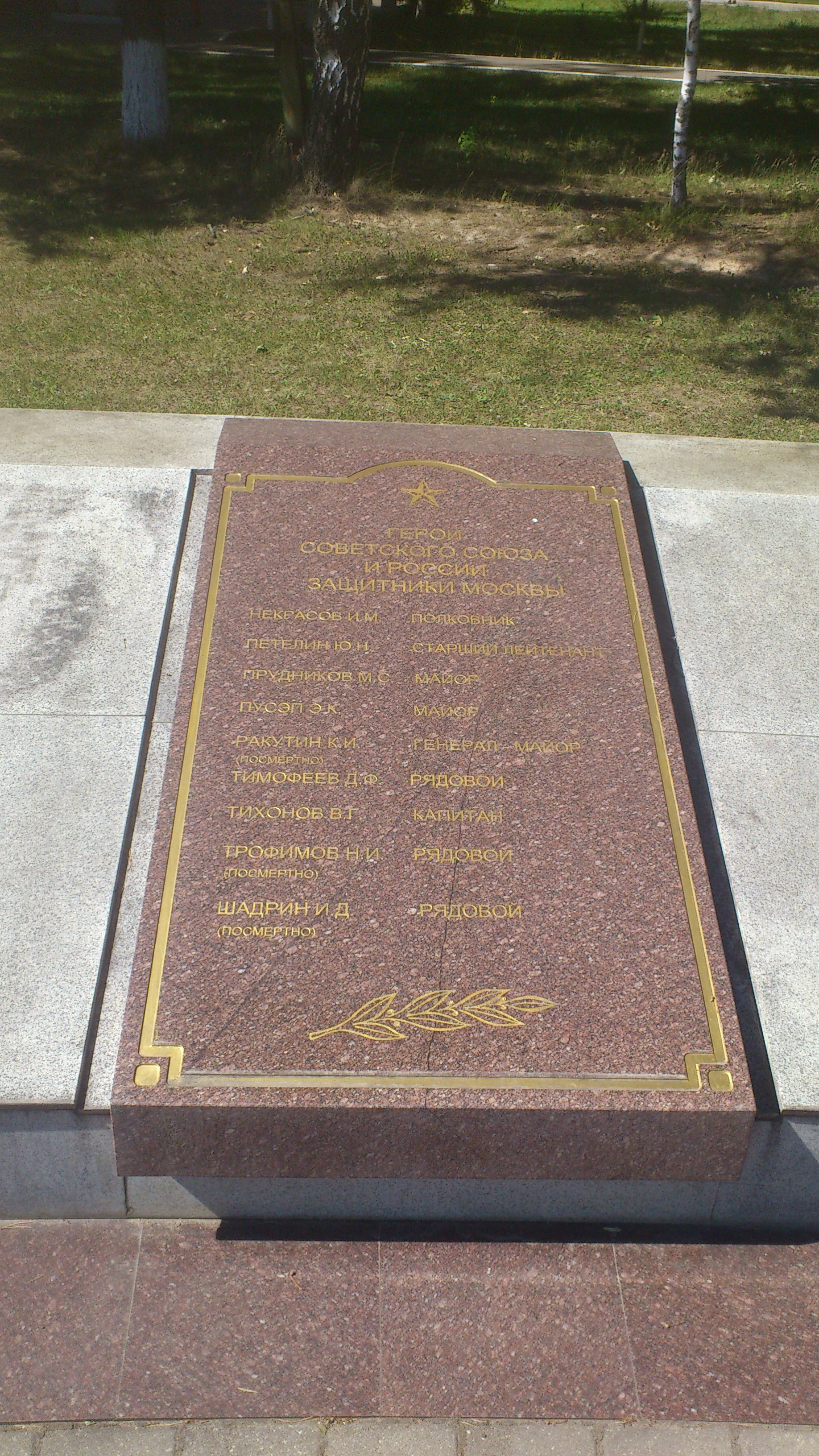
Имя И. Д. Шадрина высечено на плите мемориального комплекса «Воинам-сибирякам».
Мемориальный комплекс «Воинам-сибирякам», Ленино-Снегирёвский военно-исторический музей.